# Dziesma par laimi
Dziesma par laimi är en låt framförd av Fomins & Kleins. Den är skriven av Tomass Kleins och Guntars Račs.
Låten var Lettlands bidrag i Eurovision Song Contest 2004 i Istanbul i Turkiet. I semifinalen den 12 maj slutade den på sjuttonde plats med 23 poäng vilket inte var tillräckligt för att gå vidare till finalen.